# Резерват
Резерватът е защитена територия, където различни видове от флората и фауната могат да бъдат защитени и предпазени от изчезване. В резерватите се отглеждат много животни и растения, които са записани в червената книга. Посещението на резерватите става със специално разрешение извън маркираните пътеки. В тях се извършват научни изследвания, на чиято основа се предприемат ефективни мерки за защита на биосферата от антропогенното влияние.
Биосферните резервати се създават в световен обхват под егидата на ЮНЕСКО и според първоначалната концепция са строго охранявани територии. Биосферните резервати са центрове за разпространяване на знания за биосферата и за нейното опазване, а според съвременните разбирания следва да се превърнат в пример за хармонично съжителство между човека и природата, демонстрирайки добри практики и политики, както в областта на опазването на биологичното разнообразие и естествените екосистеми, така и в областта на устойчивото развитие на местните общности.
Резерватът също може да бъде място, където дадена група хора живеят насилствено или доброволно, като например индианските резервати в САЩ. Над 160 биосферни резервата имат статут от ЮНЕСКО на биосферни еталони. Към тях се включват и 17 резервата в България. Законът за защита на природата (1967 г.) регламентира неприкосновеността на тези територии, като забранява провеждането на всякакви действия, нарушаващи самобитният им характер. В резерватите не се разрешава никаква стопанска дейност.
По българското законодателство за резервати (отговарят на категория Ia на IUCN) се обявяват образци от естествени екосистеми, включващи характерни и/или забележителни диви растителни и животински видове и местообитанията им. Резерватите се управляват с цел запазване на естествения им характер, научна и образователна дейност и/или екологичен мониторинг, опазване на генетичните ресурси, запазване на естествени местообитания и на популациите на защитени редки, ендемитни и реликтни видове, развитие на мрежа от представителни за България и Европа екосистеми и застрашени местообитания. В резерватите са забранени всякакви човешки дейности освен тяхната охрана, посещения с научна цел, преминаването на хора извън маркирани пътеки, потушаване на пожари и санитарни мероприятия в горите, увредени вследствие на природни бедствия и каламитети.
Освен строгите резервати в България се обявяват и поддържат резервати (отговарят на категория IV на IUCN). Те са екосистеми, включващи редки и/или застрашени диви растителни и животински видове и местообитанията им. Поддържаните резервати се управляват с цел поддържане на природния им характер, научни и образователни цели и/или екологичен мониторинг, възстановяване на популации на растителни и животински видове и/или условия на местообитанията им и опазване на генетичните ресурси. В поддържаните резервати се забраняват всякакви дейности, с изключение на тяхната охрана, посещения с научна цел, преминаването на хора по маркирани пътеки, провеждане на поддържащи, направляващи, регулиращи или възстановителни мерки.